# Richard Watson (théologien)
Pour les articles homonymes, voir Richard Watson (homonymie).
Richard Watson (1781-1833) est un théologien méthodiste britannique. Il fut l'une des figures les plus importantes du méthodisme du XIXe siècle. 

## Biographie
Watson naît le 22 février 1781, à Barton-upon-Humber, dans le Lincolnshire, septième des dix-huit enfants de Thomas et Ann Watson. En 1791, il entre à la Lincoln Grammar School. En 1795, il devient apprenti chez un menuisier à Lincoln.

### Carrière
En 1796, il prêche son premier sermon et se rend à Newark-on-Trent comme assistant de Thomas Cooper, en tant que prédicateur wesleyen. En 1796, il entre dans l'itinérance méthodiste et est reçu comme pasteur itinérant en 1801. Entre-temps, il séjourne à Ashby-de-la-Zouch, Castle Donington et Derby. 
En 1801, il épousa Mary Henshaw de Castle Donington. Ils ont deux enfants. 
En 1803, il rejoint le mouvement méthodiste. En 1805, il devient secrétaire adjoint de sa conférence, et en 1807 il fut pleinement admis à son ministère et nommé secrétaire. Il habite d'abord à Stockport, puis à partir de 1806 à Liverpool, où il s'engage dans des travaux littéraires pour Thomas Kaye. 
En 1807, il démissionne de son ministère. En 1808, il fut engagé comme rédacteur en chef du Liverpool Courier de Kaye. En 1812, il retourne à la société wesleyenne et réintégre son ancienne position. En 1812, il habite à Wakefield et à Hull de 1814 à 1816. 
En 1813, Watson élabore un plan de la société missionnaire générale, qui est adopté lors de la conférence méthodiste annuelle. En 1810, il est envoyé à Londres où il devient l'un des deux secrétaires généraux de la Wesleyan Missionary Society de 1821 à 1827. Après avoir occupé un poste à Manchester, de 1827 à 29, il revient à Londres. Il est de nouveau nommé secrétaire résident de la société missionnaire de 1832 à 1833. 
Watson meurt à Londres le 8 janvier 1833. Il est enterré dans le cimetière derrière City Road Chapel, Londres.

## Théologie
Watson était fermement méthodiste, mais décrivait constamment la communion anglicane comme « notre mère à tous ». Il était profondément attaché au livre de la prière commune anglican et tenait à maintenir le méthodisme dans des relations amicales avec les autorités établies. 
Watson était un écrivain et théologien doué. En termes de doctrine, il est connu pour être « un trinitaire orthodoxe et un arminien évangélique ». 
En 1818, il écrivit une réponse à la doctrine d'Adam Clarke sur la filiation éternelle du Christ ; Watson estimait que les vues de Clarke n'étaient pas orthodoxes et, par conséquent, pas fidèlement wesleyennes. 
De 1823 à 1929, il travailla sur ses Theological Institutes, qui resta un standard de théologie systématique pendant de nombreuses années et se classe à juste titre parmi les expositions les plus habiles du système arminien. Il s’agissait là de la première tentative de systématiser la théologie de John Wesley et, par extension, la doctrine méthodiste. 
Son Biblical and Theological Dictionary (1831) est plus complet que les dictionnaires antérieurs en langue anglaise. En 1831, il écrivit également une biographie de John Wesley, Life of Rev. John Wesley,. 
En Grande-Bretagne, Watson était l'un des principaux opposants à l'esclavage. Il n'était cependant pas pour une émancipation immédiate.

## Œuvres

### En français
- Richard Watson, Vie du révérend Jean Wesley, vol. 1, Paris, Delay, 1840 (lire en ligne)
- Richard Watson, Vie du révérend Jean Wesley, vol. 2, Paris, Delay, 1840 (lire en ligne)

### En anglais
- (en) Theological Institutes, Londres, Printed by James Nichols, 1800 (lire en ligne)
- (en) A defence of the Wesleyan Methodist missions in the West Indies, Londres, Sold by Blanshard, 1817
- (en) Observations on Southey's Life of Wesley, Londres, T. Cordeux, 1820
- (en) The religious instruction of the slaves in the West India Colonies advocated and defended, Londres, Sold by Butterworth, 1824
- avec George Morley, Wesleyan missions in the West Indies, Londres, Wesleyan Methodist Missionary Society, 1825
- (en) Conversations for the young, Londres, John Mason, 1830
- (en) A Biblical and theological dictionary, Londres, John Mason, 1831
- (en) The Life of the Rev. John Wesley, Londres, John Mason, 1831b
- (en) An Exposition Of The Gospels Of St. Matthew And St. Mark, Londres, John Mason, 1834
- (en) Sermons and sketches of sermons, Londres, John Mason, 1834
- avec John Dixon Long et John Wesley, Pictures of slavery in church and state, Londres, John Mason, 1857